# Sorteper - Det kan du selv være
Sorteper - Det kan du selv være er en dansk dokumentarfilm fra 1980 instrueret af Christian Hartkopp.

## Handling
To børn på 14-15 år, Carl og Hanne, er hovedpersonerne i filmen, der handler om sammenhængen mellem sygdom og samfund igennem et århundrede. De små dramatiske episoder fra et århundredes dagligliv i skyggesiden fortæller om en fattigdom, som kalder på samfundets hjælp.

## Medvirkende
- Carl Quist Møller, Carl
- Susse Brodersen, Hanne
- Helle Ryslinge
- Leif Sylvester Petersen
- Esben Høilund Carlsen
- Hannah Bjarnhof
- Lone Lindorff
- Peter Østed
- Ove Brusendorff
- Ole Hartkopp
- Svend Heinild
- Hans Henrik Voetmann